# Chiloplatys
Chiloplatys är ett släkte av steklar. Chiloplatys ingår i familjen brokparasitsteklar.
Kladogram enligt Catalogue of Life:
| Chiloplatys | \| \| Chiloplatys lucens \| \| \| \| \| \| Chiloplatys mexicanus \| \| \| \| |
|             | \| \| Chiloplatys lucens \| \| \| \| \| \| Chiloplatys mexicanus \| \| \| \| |
|             | Chiloplatys lucens                                                           |
|             |                                                                              |
|             | Chiloplatys mexicanus                                                        |
|             |                                                                              |